# Elisabeth von Trapp
Elisabeth von Trapp (* 1955 in Vermont, USA) ist eine US-amerikanische Sängerin und Mitglied der Trapp-Familie.

## Leben
Elisabeth, eine der Töchter von Werner von Trapp, wuchs in Vermont auf.
Ihre Familie, bekannt für die Leidenschaft zur Musik, beeinflusste ihre Jugend maßgeblich. Sie machte bereits in ihrer frühen Kindheit Erfahrungen mit Musik – begann mit 8 Jahren Klavier zu spielen und hatte mit 16 Jahren mit ihren Geschwistern kleinere Auftritte rund um Vermont.
Ihre Musik bedient sich vieler Stilrichtungen – sowohl moderne Choräle als auch den Gregorianischen Choral, Hymnen, Psalmen und Musikstücke von Hildegard von Bingen. Sie tritt gemeinsam mit Erich Kory auf. Ihre Konzerte gab sie in den USA, Russland und Österreich.